# Episodi di Un ciclone in convento (sedicesima stagione)
La sedicesima stagione di Un ciclone in convento viene trasmessa sul canale tedesco Das Erste dal 2 maggio al 25 luglio 2017. In Italia è andata in onda su Rai 2 dal 25 dicembre al 31 dicembre 2017.
| nº | Titolo originale         | Titolo italiano       | Prima TV originale | Prima tv Italia  | Telespettatori | Share |
| -- | ------------------------ | --------------------- | ------------------ | ---------------- | -------------- | ----- |
| 1  | Junggesellenabschied     | Addio al celibato     | 2 maggio 2017      | 25 dicembre 2017 | 367.000        | 3,34% |
| 2  | Krank vor Langeweile     | Malata di noia        | 9 maggio 2017      | 26 dicembre 2017 | 484.000        | 4,48% |
| 3  | Maja will ins Kloster    | Fuga in convento      | 16 maggio 2017     | 26 dicembre 2017 | 834.000        | 6,24% |
| 4  | Der große Oswald         | Il grande Oswald      | 23 maggio 2017     | 27 dicembre 2017 | 414.000        | 4,49% |
| 5  | Falsche Hoffnungen       | False speranze        | 30 maggio 2017     | 27 dicembre 2017 | 736.000        | 5,43% |
| 6  | Meinhardts letzter Wille | L'eredità             | 6 giugno 2017      | 28 dicembre 2017 | 414.000        | 4,63% |
| 7  | Hoch hinaus              | Un padre misterioso   | 13 giugno 2017     | 28 dicembre 2017 | 907.000        | 6,82% |
| 8  | Platzverweis             | Il campeggio di lusso | 20 giugno 2017     | 29 dicembre 2017 | 311.000        | 3,82% |
| 9  | Drunter und drüber       | Ludopatia             | 27 giugno 2017     | 29 dicembre 2017 | 584.000        | 4,91% |
| 10 | Fremder Mann, was nun?   | La gara di ballo      | 4 luglio 2017      | 30 dicembre 2017 | 496.000        | 5,72% |
| 11 | Falsche Diagnose         | Riscatti e partenze   | 11 luglio 2017     | 30 dicembre 2017 | 693.000        | 5,59% |
| 12 | Altes Geheimnis          | Un vecchio segreto    | 18 luglio 2017     | 31 dicembre 2017 | 457.000        | 4,71% |
| 13 | Alles oder nichts        | Tutto o niente        | 25 luglio 2017     | 31 dicembre 2017 | 703.000        | 5,36% |

## Addio al celibato
- Titolo originale: Junggesellenabschied

### Trama
Al convento di Kaltenthal si presenta un funzionario del comune per verificare che il progetto del rinnovo dei locali dello stabile preveda anche una sua messa a norma. Intanto, una giovane donna prossima alle nozze, corre a chiedere aiuto a sorella Hanna: il futuro marito non si trova più e lei teme che, durante i festeggiamenti per l'addio al celibato, possa essergli accaduto qualcosa.

## Malata di noia
- Titolo originale: Krank vor Langeweile

### Trama
Una giovane impiegata all'ufficio del turismo del comune soffre di una grave forma di esaurimento per noia, visto che la sua responsabile non riesce a delegare il lavoro ai suoi collaboratori. La giovane arriverà a rassegnare le dimissioni, pur di togliersi da una situazione che le crea disagio.

## Fuga in convento
- Titolo originale: Maja will ins Kloster

### Trama
Al convento di Kaltenthal arriva la piccola Maja che sostiene di voler farsi suora. In realtà, vuole solo allontanarsi dai suoi genitori che, da quando si sono separati, non fanno che litigare.

## Il grande Oswald
- Titolo originale: Der große Oswald

### Trama
Al convento di Kaltenthal si presenta l'anziano Paul Oswald, ricco imprenditore nato nella cittadina bavarese, che ha costruito la sua fortuna all'estero. Oswald vuole rivedere la chiesa dove è stato battezzato, per poi proseguire il suo viaggio verso la Svizzera, dove con l'eutanasia metterà fine alla malattia dolorosa che lo perseguita e alla sua vita.

## False speranze
- Titolo originale: Falsche Hoffnungen

### Trama
Si avvicina il compleanno di sorella Hanna. Le suore sono in fermento per preparare una bella sorpresa, anche se Hanna ha ribadito, come ogni anno, che non intende festeggiare. Al convento si presenta Elisabeth, preoccupata perché la madre ha intrecciato una relazione su internet con uno sconosciuto e la cosa peggiore è che la donna ha iniziato a inviargli soldi per curare un fantomatico nipotino gravemente malato...